# アメイズ
株式会社アメイズは、大分県大分市に本社を置くホテル運営会社。旧商号は株式会社亀の井ホテル。福岡証券取引所単独上場銘柄のひとつである（証券コードは6076）。

## 沿革
- 1911年（明治44年）- 別府観光の父油屋熊八によって亀の井旅館として創業。
- 1924年（大正13年）- 株式会社化。株式会社亀の井ホテルに社名変更。
- 1994年（平成6年）5月 - 株式会社ジョイフルに買収される。
- 2002年（平成14年）6月28日 - ジョイフル創業者で当時の社長であった穴見保雄と、当時の当社社長の古川功が約16億8300万円で同社の全持ち株（約95%）を引き取る形でジョイフルグループを離脱[2]。
- 2007年（平成19年）
  - 2月 - 所有するホテルのうち6店舗を不動産投資事業のダヴィンチ・アドバイザーズに売却。ただし、以後も賃料を払い、営業を続けている[3]。
  - 12月20日 - 2018年までに100店舗を展開する計画を明らかにした[3]。
- 2008年（平成20年）3月5日 - 北部九州を中心に幹線道路沿いの郊外型ビジネスホテルを全国展開することを発表。2010年までに山口県、福岡県、佐賀県、熊本県の4県で14店舗を開業予定であり、2008年内に仙台市、大阪市、名古屋市への進出を目指すとした[4]。
- 2013年（平成25年）
  - 3月1日 - 株式会社アメイズに社名変更[5]。
  - 8月13日 - 福岡証券取引所に上場[5]。
- 2014年（平成26年）10月29日 - 亀の井ホテル大分別府店をMonza特定目的会社（東京都港区）に売却[6]。
- 2016年（平成28年）2月25日 - 代表取締役社長の穴見保雄がこの日の定時株主総会で全役職を退任。保雄の次男の穴見賢一が代表取締役社長、賢一の叔母で専務取締役の児玉幸子が代表取締役副社長となる[7]。
- 2017年（平成29年） - 当社が運営する亀の井ホテルの名称が、石川粟津店のリニューアルをもって消滅。これと同時に、当社が1992年に出願された「亀の井ホテル」の商標権（登録3180526）も、別府の亀の井ホテルを運営し、当社から商標利用権を行使していたマイステイズ・ホテル・マネジメントに譲渡された。

## グループホテル

### リゾート・ファミリー系
- 大分安心院店（大分県宇佐市） - 1999年7月改装開業。1999年に大分交通から経営譲渡されたものである。

### ビジネス系
「亀の井ホテル」、「亀の井イン」の屋号を用いてきたが、2013年以降は「ホテルAZ（ホテルエーゼット）」として開業。それ以前に開業したホテルも「ホテルAZ」への改名が順次行われた。
| 店舗名               | 開業日 | 開業日   | 備考        | 所在地                 |
| -------------------- | ------ | -------- | ----------- | ---------------------- |
| 宮崎高鍋店           | 2001年 | 6月1日   |             | 宮崎県児湯郡高鍋町     |
| 熊本大津店           | 2003年 | 10月28日 |             | 熊本県菊池郡大津町     |
| 大分津久見店         | 2004年 | 7月26日  |             | 大分県津久見市         |
| 福岡和白店           | 2005年 | 11月1日  | [ 備考 1 ]  | 福岡県福岡市東区       |
| 宮崎佐土原店         | 2006年 | 5月22日  |             | 宮崎県宮崎市           |
| 石川粟津店           | 2007年 | 3月20日  | [ 備考 2 ]  | 石川県小松市           |
| 熊本八代宮原店       | 2007年 | 12月1日  | [ 備考 3 ]  | 熊本県八代市           |
| 北九州八幡店         | 2008年 | 3月7日   | [ 備考 4 ]  | 福岡県北九州市八幡東区 |
| 福岡甘木インター店   | 2008年 | 9月24日  | [ 備考 5 ]  | 福岡県朝倉市           |
| 福岡金の隈店         | 2008年 | 11月5日  | [ 備考 6 ]  | 福岡県福岡市博多区     |
| 熊本荒尾店           | 2008年 | 11月7日  | [ 備考 7 ]  | 熊本県荒尾市           |
| 宮崎新富店           | 2008年 | 12月16日 | [ 備考 8 ]  | 宮崎県児湯郡新富町     |
| 熊本インター御領店   | 2009年 | 4月16日  | [ 備考 9 ]  | 熊本県熊本市東区       |
| 熊本嘉島店           | 2009年 | 5月22日  | [ 備考 10 ] | 熊本県上益城郡嘉島町   |
| 北九州小倉店         | 2009年 | 6月8日   | [ 備考 11 ] | 福岡県北九州市小倉北区 |
| 山口徳山店           | 2009年 | 6月22日  | [ 備考 12 ] | 山口県周南市           |
| 三重名張店           | 2009年 | 7月1日   | [ 備考 13 ] | 三重県名張市           |
| 山口下関店           | 2009年 | 9月8日   |             | 山口県下関市           |
| 愛知蒲郡店           | 2010年 | 1月1日   | [ 備考 14 ] | 愛知県蒲郡市           |
| 熊本合志北バイパス店 | 2010年 | 1月20日  |             | 熊本県合志市           |
| 福岡宗像店           | 2010年 | 9月1日   |             | 福岡県宗像市           |
| 熊本北部店           | 2010年 | 10月22日 | [ 備考 15 ] | 熊本県熊本市北区       |
| 山梨甲府南IC店       | 2011年 | 3月8日   |             | 山梨県甲府市           |
| 長野佐久IC店         | 2011年 | 3月14日  | [ 備考 16 ] | 長野県佐久市           |
| 山口岩国店           | 2011年 | 7月6日   |             | 山口県岩国市           |
| 北九州新門司港店     | 2011年 | 9月16日  |             | 福岡県北九州市門司区   |
| 大分豊後高田店       | 2011年 | 10月1日  |             | 大分県豊後高田市       |
| 佐賀鳥栖店           | 2012年 | 1月24日  |             | 佐賀県鳥栖市           |
| 福岡篠栗店           | 2012年 | 1月24日  |             | 福岡県糟屋郡篠栗町     |
| 大分日出店           | 2012年 | 3月2日   |             | 大分県速見郡日出町     |
| 福岡糸島店           | 2013年 | 6月15日  |             | 福岡県糸島市           |
| 鹿児島大崎店         | 2013年 | 7月6日   |             | 鹿児島県曽於郡大崎町   |
| 福岡夜須店           | 2013年 | 7月25日  |             | 福岡県朝倉郡筑前町     |
| 福岡飯塚店           | 2013年 | 10月7日  |             | 福岡県飯塚市           |
| 北九州若松店         | 2013年 | 11月4日  |             | 福岡県北九州市若松区   |
| 福岡田川店           | 2013年 | 12月3日  |             | 福岡県田川市           |
| 福岡八女店           | 2014年 | 3月16日  |             | 福岡県八女市           |
| 福岡筑後店           | 2014年 | 3月30日  |             | 福岡県筑後市           |
| 佐賀伊万里店         | 2014年 | 3月30日  |             | 佐賀県伊万里市         |
| 宮崎北日向店         | 2014年 | 3月30日  |             | 宮崎県日向市           |
| 長崎大村店           | 2014年 | 4月10日  |             | 長崎県大村市           |
| 長崎時津店           | 2014年 | 4月10日  |             | 長崎県西彼杵郡時津町   |
| 長崎雲仙店           | 2014年 | 4月10日  |             | 長崎県雲仙市           |
| 熊本菊池店           | 2014年 | 4月10日  |             | 熊本県菊池市           |
| 佐賀小城店           | 2014年 | 4月10日  |             | 佐賀県小城市           |
| 鹿児島伊集院店       | 2014年 | 5月24日  |             | 鹿児島県日置市         |
| 宮崎延岡店           | 2014年 | 5月24日  |             | 宮崎県延岡市           |
| 長崎鹿町店           | 2014年 | 7月10日  |             | 長崎県佐世保市         |
| 福岡直方店           | 2014年 | 7月10日  |             | 福岡直方市             |
| 鹿児島姶良店         | 2014年 | 9月6日   |             | 鹿児島県姶良市         |
| 佐賀吉野ヶ里店       | 2014年 | 12月2日  |             | 佐賀県神埼郡吉野ヶ里町 |
| 福岡築上店           | 2014年 | 12月10日 |             | 福岡県築上郡築上町     |
| 長崎波佐見店         | 2015年 | 4月10日  |             | 長崎県東彼杵郡波佐見町 |
| 熊本芦北店           | 2015年 | 4月10日  |             | 熊本県葦北郡芦北町     |
| 宮崎えびの店         | 2015年 | 4月10日  |             | 宮崎県えびの市         |
| 福岡久留米店         | 2015年 | 5月23日  |             | 福岡県久留米市         |
| 宮崎南日向店         | 2015年 | 6月23日  |             | 宮崎県日向市           |
| 山口下松店           | 2015年 | 7月8日   |             | 山口県下松市           |
| 福岡大川店           | 2015年 | 8月28日  |             | 福岡県大川市           |
| 愛媛松山西店         | 2015年 | 9月1日   |             | 愛媛県松山市           |
| 鹿児島出水店         | 2015年 | 9月19日  |             | 鹿児島県出水市         |
| 宮崎田野店           | 2015年 | 9月25日  |             | 宮崎県宮崎市           |
| 熊本和水店           | 2015年 | 9月28日  |             | 熊本県玉名郡和水町     |
| 鹿児島川辺店         | 2015年 | 10月3日  |             | 鹿児島県南九州市       |
| 熊本上天草店         | 2015年 | 12月12日 |             | 熊本県上天草市         |
| 福岡吉富店           | 2015年 | 12月26日 |             | 福岡県築上郡吉富町     |
| 福岡うきは店         | 2016年 | 2月1日   |             | 福岡県うきは市         |
| 福岡香春店           | 2016年 | 2月15日  |             | 福岡県田川郡香春町     |
| 宮崎都農店           | 2016年 | 3月8日   |             | 宮崎県児湯郡都農町     |
| 大分三重店           | 2016年 | 4月1日   |             | 大分県豊後大野市       |
| 福岡古賀店           | 2016年 | 4月6日   |             | 福岡県古賀市           |
| 鹿児島喜入店         | 2016年 | 4月7日   |             | 鹿児島県鹿児島市       |
| 大分佐伯店           | 2016年 | 7月30日  |             | 大分県佐伯市           |
| 香川東かがわ店       | 2016年 | 8月30日  |             | 香川県東かがわ市       |
| 愛媛内子店           | 2017年 | 1月18日  |             | 愛媛県喜多郡内子町     |
| 鹿児島垂水店         | 2017年 | 10月6日  |             | 鹿児島県垂水市         |
| 大分別府駅前店       | 2018年 | 8月24日  |             | 大分県別府市           |
| 大分空港店           | 2020年 | 10月8日  |             | 大分県国東市           |
| 広島三原店           | 2020年 | 10月13日 |             | 広島県三原市           |
| 山口防府店           | 2020年 | 12月4日  |             | 山口県防府市           |
| 愛媛伊予店           | 2020年 | 12月15日 |             | 愛媛県伊予市           |
| 香川宇多津店         | 2021年 | 1月15日  |             | 香川県綾歌郡宇多津町   |
| 徳島小松島店         | 2021年 | 2月6日   |             | 徳島県小松島市         |
| 大分幸崎店           | 2021年 | 4月28日  |             | 大分県大分市           |
| 愛媛東予店           | 2022年 | 4月29日  |             | 愛媛県西条市           |
| 徳島板野店           | 2023年 | 10月6日  |             | 徳島県板野郡板野町     |

### かつて運営していた施設
- 別府店（大分県別府市） - 1911年開業、1997年7月改築。
  - 地上17階建てで、別府市では最も高層のホテルである。
  - 前述の通り、2014年10月29日をもってMonza特定目的会社に売却。売却後は新設された別府ホテル・マネージメント合同会社が運営[9]。
  - アメイズが運営していた間に別府亀の井ホテルから亀の井ホテル別府店に名称を変更したが、売却後に元の名称に戻っている。

## 親族が経営する企業との関係

### 亀の井インとの関係
かつて名前の似たホテルとして「亀の井イン」があった。亀の井インは、アメイズ（当時は株式会社亀の井ホテル）がビジネスホテルの経営を始めるよりも前に、ジョイ開発有限会社が展開していたもので、当社社長の穴見保雄の配偶者で、当社専務取締役児玉幸子の実姉でもある穴見加代が運営にあたっていた。ジョイ開発はアメイズのかつての親会社であったジョイフルの創業者一族の穴見家の資産管理会社で、ジョイフル株式の3分の1強を保有する筆頭株主（事実上の親会社）である。ジョイ開発、アメイズ及びグッドインは本社住所が同一であるが、このうちアメイズとグッドインは土地及び建物を区分所有している。
その後、亀の井ホテルがビジネスホテルを展開するようになると、出店方針の違いから加代は2004年11月に有限会社グッドインを分社し、亀の井ホテルから「亀の井イン」全店舗を取得。2005年にホテルの名称を「グッドイン」に改めた。

### ジョイフルとの関係
アメイズの前社長である穴見保雄は、ジョイフルの創業者であり、2003年3月まではジョイフルの取締役を務めていた。また、アメイズの代表取締役副社長である児玉幸子は、現任のジョイ開発代表取締役で、2013年3月まではジョイフルの取締役会長でもあった。アメイズとジョイフルとは資本関係こそないものの、相互に役員及びその近親者が議決権の過半数を有しているため、相互に関連当事者に該当する。
アメイズはジョイフルのフライチャイジーである。グループホテルの中に設置されているジョイフル（本社ビル内にある鶴崎店を含む）は、アメイズがフランチャイズで運営している。一部は店舗ブランドが「ジョイフルジュニア」となっており、一部提供できないメニューがある。

## その他の「亀の井」を冠する企業について
- 亀の井バス
  - 元々は亀の井旅館のバス部門。戦後分社後売却され、現在は西鉄グループだが、アメイズの株主ではある[15]。
- 山口産業 - 亀の井自動車学校を運営。1968年に亀の井バスよりタクシー部門を買収した。
  - 亀の井石油販売 - 山口産業の子会社。
  - 亀の井タクシー - 山口産業のグループ会社。
  - 西肥亀の井タクシー - 西肥自動車系列の西肥タクシーを2009年に山口産業が買収、改称。

これらの企業は、亀の井ホテルと同じ亀のマークの社章を使用している。